# FanFiction.net
FanFiction.Net (thường được viết tắt là FF.Net hay FFN) là một trang web về Fanfiction, được thành lập vào ngày 15 tháng 10 năm 1998 bởi lập trình viên máy tính người Los Angeles Xing Li, cũng là người đang điều hành trang web. Những fic đầu tiên là một số truyện về Buffy the Vampire Slayer và Hồ sơ tuyệt mật. Cho tới năm 2009, FanFiction.net đã là trang web về fanfiction lớn và phổ biến nhất thế giới. Nó có gần 2,2 triệu người sử dụng và gồm fanfic thuộc hơn 30 ngôn ngữ.
Trang web được chia làm chín phần chính: Anime/Manga, Sách, Hoạt hình, Hồn hợp, Trò chơi điện tử, Truyện tranh, Điện ảnh, Kịch/Nhạc kịch, và Chương trình truyền hình. Ngày 27 tháng 3 năm 2009, một phần mới được đưa lên: Crossoveor. Người sử dụng đã hoàn thành quá trình đăng ký (miễn phí) sẽ có thể đăng fan fiction của họ, duy trì một hồ sơ (profile), nhận xét các fic khác, liên lạc với nhau qua email hay tin nhắn cá nhân (PM), và duy trì một danh sách các fic và tác giả yêu thích. Trên Fanfiction cũng có những cộng đồng và diễn đàn.

## Cấu trúc
Người viết có thể đăng các truyện của họ và gắn các rating (K, K+, T và M). Một phần giải thích về các rating có sẵn ở trên trang web. Các fic MA (18+) không được cho phép đăng trên trang này.
Người đọc có thể viết nhận xét về fic. Khi một nhận xét được viết bởi người không đăng nhập vào tài khoản, mọi tác giả có thể không cho phép các nhận xét này.

## Các tác phẩm gốc phổ biến
Đến ngày 7 tháng 12 năm 2009, 20 tác phẩm gốc phổ biến nhất (với nhiều fic nhất) là:
1. Harry Potter (432,729)

2. Naruto (217,263)

3. Chạng vạng (120,863)

4. Inuyasha (90,354)

5. Vua trò chơi (49,659)

6. Kingdom Hearts (47,783)

7. Chúa tể của những chiếc nhẫn (42,671)

8. Gundam Wing/AC (40,107)

9. Buffy the Vampire Slayer (37,399)

10. Bleach (34,407)

11. Digimon (32,522)

12. Dragon Ball Z (31,394)

13. Thủy thủ Mặt Trăng (30,945)

14. Supernatural (30,555)

15. Final Fantasy VII (29,238)

16. Fullmetal Alchemist (29,124)

17. Pokémon (28,508)

18. Teen Titans (24,675)

19. CSI (24,126)

20. CardCaptor Sakura (23,244)
Harry Potter dễ dàng trở thành mục phổ biến nhất trên trang này từ năm 2003.

## Ngôn ngữ
FanFiction.net có fan fiction thuộc hơn 30 ngôn ngữ, cho tới ngày 10 tháng 12 năm 2009 bao gồm: tiếng Albany, Anh, Arab, Bồ Đào Nha, Bungary, Calatan, Croatia, Do Thái, Đan Mạch, Đức, Esperanto, Farsi, Hà Lan, Hàn Quốc, Hindu, Hi Lạp, Hungary, Indonesia, Latin, Nauy, Nga, Nhật, Pháp, Phần Lan, Punjabi, Roma, Scandinavi, Séc, Serbi, Tây Ban Nha, Thái, Thổ Nhĩ Kỳ, Thụy Điển, Trung Quốc, Việt Nam, Ý.

## Các thể loại bị cấm

### Vấn đề thương hiệu
Kể từ khi trang web được thành lập, nhiều tác giả chuyên nghiệp và nhà sản xuất đã đề nghị những truyện dựa trên tác phẩm của họ cần được chuyển đi, gồm Anne Rice, P. N. Elrod, Archie Comics, Dennis L. McKiernan, Irene Radford, J.R. Ward, Laurell K. Hamilton, Nora Roberts/J.D. Robb, Raymond Feist, Robin Hobb, Robin McKinley và Terry Goodkind.
Ngoài ra, các fan fiction về người thật đã bị cấm từ năm 2003.

### RatingNC-17
Ngày 12 tháng 9 năm 2002, Fanfiction.net cấm các tài liệu với rating NC-17. Những fan fiction với rating NC-17 bị chuyển đi. Kể từ đó, trang web kêu gọi người sử dụng báo cáo những truyện với rating không hợp lý.
Hiện nay mức rating lớn nhất là M (16+).
Tất cả tên truyện và phần tóm tắt đều phải có rating K (5+).

### Songfic
Năm 2005, FanFiction.net cấm những songfic.
Tuy nhiên, đến ngày 25 tháng 10 năm 2009, có khoảng trên 63 900 truyện có chữ "song" trong tiêu đề hoặc phần tóm tắt. Khoảng hơn 45 500 kết quả có thể tìm thấy khi tìm chữ "songfic".

## FictionPress
FanFiction.net có một trang web tương tự là FictionPress.com, gồm hơn 1 triệu truyện, thơ và kịch. Trang này cũng có cấu trúc và quy định giống như Fanfiction.net.

## Link tham khảo
- Official site
- Adult FanFiction site
- FictionPress Lưu trữ ngày 11 tháng 2 năm 2021 tại Wayback Machine
- Playing with videogames
- Career Building Through Fan Fiction
- Harnessing Technology for Every Child Matters and Personalised Learning
- Lame TV season? Write your own episodes online